# Episodi di Velvet (quarta stagione)
La quarta stagione della serie televisiva spagnola Velvet, composta da 13 episodi da 75 minuti ciascuna, è stata trasmessa in prima visione assoluta su Antena 3 dal 5 ottobre al 21 dicembre 2016. Il 7 e 20 dicembre 2016 sono stati mandati in onda due speciali riassuntivi dai titoli Recuerdos de un gran amor ed El final no está escrito.
In Italia la stagione è stata trasmessa in prima visione assoluta dal 6 luglio al 10 agosto 2017 su Rai 1 in sette puntate.
| nº | Titolo originale        | Prima TV Spagna  | Titolo italiano        | Prima TV Italia |
| -- | ----------------------- | ---------------- | ---------------------- | --------------- |
| 1  | Bienvenido a los 60     | 5 ottobre 2016   | Prêt-à-porter          | 6 luglio 2017   |
| 1  | Más que una cara bonita | 12 ottobre 2016  | Prêt-à-porter          | 6 luglio 2017   |
| 2  | Más que una cara bonita | 12 ottobre 2016  | Il segreto di Rita     | 13 luglio 2017  |
| 2  | Cuéntame tu secreto     | 19 ottobre 2016  | Il segreto di Rita     | 13 luglio 2017  |
| 3  | El enemigo interior     | 26 ottobre 2016  | La coda del diavolo    | 14 luglio 2017  |
| 3  | Una decisión difícil    | 2 novembre 2016  | La coda del diavolo    | 14 luglio 2017  |
| 4  | Una decisión difícil    | 2 novembre 2016  | La resa dei conti      | 20 luglio 2017  |
| 4  | La hora de la verdad    | 9 novembre 2016  | La resa dei conti      | 20 luglio 2017  |
| 5  | En juego                | 16 novembre 2016 | Partita doppia         | 27 luglio 2017  |
| 5  | Prêt-à-porter           | 23 novembre 2016 | Partita doppia         | 27 luglio 2017  |
| 6  | Prêt-à-porter           | 23 novembre 2016 | Una scossa dal futuro  | 3 agosto 2017   |
| 6  | Regalos inesperados     | 30 novembre 2016 | Una scossa dal futuro  | 3 agosto 2017   |
| 6  | Y entonces... llegó él  | 14 dicembre 2016 | Una scossa dal futuro  | 3 agosto 2017   |
| 7  | Y entonces... llegó él  | 14 dicembre 2016 | Voglia di ricominciare | 10 agosto 2017  |
| 7  | El gran día             | 21 dicembre 2016 | Voglia di ricominciare | 10 agosto 2017  |

## Prêt-à-porter
- Titolo originale: Bienvenido a los 60, Más que una cara bonita (prima parte)
- Diretto da: David Pinillos
- Scritto da: Ramón Campos, Teresa Fernández-Valdés, Estíbaliz Burgaleta, Juan Sebastian Granados, Gema R. Neira, María José Rustarazo, Jaime Vaca, Carlos de Pando

### Trama
Sono passati cinque anni dalla scomparsa di Alberto, e sono arrivati gli anni Sessanta. Anna, diventata una famosa stilista, viaggia spesso per il mondo lasciando il piccolo Alberto alle cure di don Emilio, ed esce senza amore con Carlos. Tornata in Spagna, la donna chiede l'aiuto di Mateo, diventato direttore di una rivista dopo che lui e Clara si sono lasciati, per redigere la parte contabile della proposta di lanciare una linea prêt-à-porter che intende sottoporre a Enzo Cafiero. Quest'ultimo accoglie l'idea con entusiasmo, a patto che Mateo torni alla Velvet per seguire la collezione; Clara non è però contenta della cosa, anche per il fatto che lei e Marco Cafiero hanno una relazione segreta.
Intanto, in seguito alla morte del padre, Cristina ed Enrique ricevono ognuno il 20% delle azioni della Velvet. Guarita dopo aver seguito anni di terapie, la donna spera di riallacciare i rapporti con Anna e ottenere il suo perdono per quanto accaduto tra di loro. Il primo successo di Cristina alla galleria è riuscire a convincere il famoso attore Humberto Santamaría a diventare il testimonial televisivo della nuova collezione uomo di Raúl de la Riva e, per completarla, Jonás viene promosso a sarto. Nel frattempo, Rita, che ora vive in un appartamento con Pedro e i gemelli, scopre di essere molto probabilmente affetta da un tumore.

## Il segreto di Rita
- Titolo originale: Más que una cara bonita (seconda parte), Cuéntame tu secreto
- Diretto da: David Pinillos, Manuel Gómez Pereira
- Scritto da: Ramón Campos, Teresa Fernández-Valdés, Estíbaliz Burgaleta, Juan Sebastian Granados, Gema R. Neira, María José Rustarazo, Jaime Vaca, Carlos de Pando, Almudena Ocaña

### Trama
Marco decide di sfrattare i dipendenti dai dormitori della Velvet per trasformare i locali nella sartoria necessaria ad Anna per realizzare la collezione prêt-à-porter. L'iniziativa incontra l'opposizione di Anna, Mateo, appena tornato alla galleria, e don Emilio, che suggerisce di acquistare la sartoria della defunta donna Aurora. Intanto, Adele Lavigne arriva da una nota galleria di New York per vedere gli abiti realizzati da Anna nel corso degli anni perché il suo capo ne è un grande fan. Cristina le parla del dolore per la morte di Alberto, e Adele le rivela che l'uomo è il suo capo e che invia lettere alla galleria ogni mese. Sconvolta dalla notizia, Cristina inizia a indagare e scopre che le lettere sono state intercettate da Carlos, che però la convince a tacere.
Nel frattempo, mentre Raúl non vuole lavorare con Humberto Santamaría perché è un arrogante, Patricia scopre di aspettare un figlio da Enrique e riconsidera la sua relazione con l'uomo, lasciandolo. Rita apprende dai medici di avere un cancro al seno e si confida con donna Blanca.

## La coda del diavolo
- Titolo originale: El enemigo interior, Una decisión difícil (prima parte)
- Diretto da: Manuel Gómez Pereira, David Pinillos
- Scritto da: Ramón Campos, Teresa Fernández-Valdés, Estíbaliz Burgaleta, Juan Sebastian Granados, Gema R. Neira, María José Rustarazo, Jaime Vaca, Carlos de Pando, Carlos Portela

### Trama
Anna, Mateo e don Emilio visitano i locali dell'ex negozio di donna Aurora e li trovano perfetti per nuova sartoria, ma Marco è disposto a pagare solo metà della cifra che donna Petra chiede e Anna decide di rinunciare al progetto del prêt-à-porter per il bene dei dipendenti della galleria. Su consiglio di Cristina, Carlos interviene, riuscendo ad affittare i locali, e chiede ad Anna di sposarlo, ma la donna esita e vuole prima sapere cosa ne pensi il piccolo Alberto.
Intanto, mentre Patricia annuncia a Valentín di essere incinta e Mateo scopre della relazione tra Clara e Marco, Humberto, dopo essere stato trattato male da Raúl alla conferenza stampa per la nuova collezione uomo della Velvet, telefona ai giornalisti a dire che in realtà lo stilista è lui. Contemporaneamente, Rita confida a Clara di avere il cancro, mentre Pedro lo scopre trovando le analisi. Poiché la moglie non vuole operarsi perché l'operazione costa troppo, Pedro chiede in prestito le 76.000 pesetas necessarie a Marco ed Enrique come anticipo sullo stipendio.

## La resa dei conti
- Titolo originale: Una decisión difícil (seconda parte), La hora de la verdad
- Diretto da: David Pinillos, Manuel Gómez Pereira
- Scritto da: Ramón Campos, Teresa Fernández-Valdés, Estíbaliz Burgaleta, Gema R. Neira, Jaime Vaca, Carlos Portela, Carlos de Pando

### Trama
Mentre Anna, data l'approvazione del piccolo Alberto, accetta di sposare Carlos, Pedro è felice che Enrique gli conceda in prestito il denaro per l'operazione di Rita, ma l'uomo gli chiede, in cambio, di devastare il negozio affittato da Anna e Pedro si vede costretto a farlo per salvare la moglie. Rita, però, si rifiuta di accettare i soldi e Pedro consegna la somma ad Anna insieme alle sue scuse. La donna lo perdona, prestando lei stessa i soldi, e Rita viene operata. Anna vorrebbe denunciare Enrique e Marco, ma non ci sono prove e i due sono in possesso di alcune foto che ritraggono Pedro e Jonás intenti a distruggere i locali; l'assicurazione, inoltre, non risarcirà i danni perché l'ultima rata non è stata pagata.
Nel frattempo, Enrique capisce di essere il padre del figlio di Patricia e le chiede di lasciare Valentín, mentre Humberto ritira le dichiarazioni fatte alla stampa sulla paternità della nuova collezione uomo della Velvet, e lui e Raúl arrivano a instaurare un rapporto amichevole quando lo stilista lo aiuta a prepararsi per girare lo spot pubblicitario della collezione. Per festeggiare, Valentín organizza una battuta di caccia, durante la quale Enrique, aiutandolo a calibrare il fucile, gli spara.

## Partita doppia
- Titolo originale: En juego, Prêt-à-porter (prima parte)
- Diretto da: Manuel Gómez Pereira
- Scritto da: Ramón Campos, Teresa Fernández-Valdés, Estíbaliz Burgaleta, Gema R. Neira, Jaime Vaca, Carlos Portela, Carlos de Pando

### Trama
Rita torna a casa dopo essere stata operata con successo e il negozio di Anna viene risistemato. Anna incarica Clara di occuparsi del servizio fotografico che la rivista di Mateo farà nei locali, portando a un riavvicinamento tra i due, complice il momento di crisi tra Clara e Marco. Mateo, intanto, riceve un messaggio di congratulazioni da parte di Alberto Márquez per il suo lavoro alla rivista: quando le indagini lo portano a scoprire che è stato spedito dalla casa di moda Silk di New York, Mateo decide di partire per verificare se si tratti veramente del suo amico.
Nel frattempo, Jonas chiede a Pedro, Raúl e Humberto di giocare alla partita della finale di calcio, al termine della quale Raúl, nella frenesia della vittoria, bacia Humberto. Questi inizia a dubitare della propria sessualità e lo confida allo stilista alcuni giorni dopo. Valentín, invece, in coma all'ospedale dopo essersi ferito gravemente al cervello, viene soffocato con un cuscino da Enrique e muore. Patricia non vede l'ora di mettere le mani sull'eredità lasciatale dal marito, ma la suocera la accusa di adulterio, che, se dovesse essere provato, annullerebbe la validità delle nozze.
Intanto, mentre la Velvet sigla un accordo con una casa di cosmetici cinese per distribuire i loro prodotti alla galleria e Cristina organizza il matrimonio di Carlos e Anna, come chiestole in segreto dall'uomo, Marco è furioso perché Anna ha vinto l'importante premio Calliope per la moda e i risultati conseguiti con la linea prêt-à-porter. Poiché la stilista si è recata in Italia per ritirarlo, l'uomo decide di approfittare della sua assenza per organizzare alla galleria una sfilata dei modelli principali della linea, scatenando l'indignazione di don Emilio e degli amici di Anna.

## Una scossa dal futuro
- Titolo originale: Prêt-à-porter (seconda parte), Regalos inesperados, Y entonces... llegó él (prima parte)
- Diretto da: Manuel Gómez Pereira, David Pinillos
- Scritto da: Ramón Campos, Teresa Fernández-Valdés, Estíbaliz Burgaleta, Gema R. Neira, Jaime Vaca, Carlos Portela

### Trama
Nonostante gli amici di Anna proiettino una sua diapositiva alla fine della sfilata, questo non impedisce a Marco di attribuirsi il merito della linea prêt-à-porter e declassare la donna a una semplice dipendente della galleria. Durante i festeggiamenti, la polizia arriva ad interrogare Patricia ed Enrique in merito alla morte di Valentín perché donna Carmen crede che il figlio sia stato assassinato: nonostante Enrique abbia agito da solo, Patricia si fa prendere dall'ansia e, nel giro di poche ore, ha un aborto spontaneo.
Mentre Mateo, cacciato dalla rivista per conflitti d'interesse, parte per New York alla ricerca di Alberto, Anna fa ritorno in Spagna il giorno prima delle nozze con Carlos e, dopo aver saputo di quanto ha fatto Marco, prende la decisione di licenziarsi dalla Velvet. In attesa di ricevere novità da Mateo, Clara cerca di ritardare il matrimonio, strappando anche il vestito da sposa, ma Jonás offre all'amica uno degli abiti che sta preparando per entrare alla scuola di moda di Parigi in sostituzione. Poco prima che Anna salga in macchina per recarsi in chiesa, però, Mateo telefona a confermare che Alberto è vivo e che stanno partendo per la Spagna: Anna è confusa e spaventata dalla notizia perché non capisce come mai Alberto non si sia fatto sentire per cinque anni e teme che sia cambiato.

## Voglia di ricominciare
- Titolo originale: Y entonces... llegó él (seconda parte), El gran día
- Diretto da: David Pinillos
- Scritto da: Ramón Campos, Teresa Fernández-Valdés, Estíbaliz Burgaleta, Gema R. Neira, Jaime Vaca, Carlos Portela

### Trama
Mentre Jonás sostiene l'esame per entrare alla scuola di moda di Parigi, Cristina incontra Alberto all'aeroporto e cerca di spacciare la piccola Cristina per la figlia di entrambi, ma l'uomo la rifiuta. Poco dopo, Alberto e Anna si rincontrano e capiscono di amarsi ancora come se non si fossero mai lasciati; intanto, furiosa per il rifiuto di Alberto, Cristina incendia i laboratori della galleria, ma le fiamme si espandono velocemente anche ai dormitori. Il piccolo Alberto rimane intrappolato in sartoria e Alberto lo salva, apprendendo così di essere diventato padre. Il bambino viene ricoverato in ospedale e, alla notizia che non corre pericoli, Alberto chiede ad Anna di sposarlo.
Mentre fervono i preparativi per le nozze, Alberto ricompra dai Cafiero la galleria Velvet, che rimarrà chiusa per diverso tempo essendo necessario ricostruire i dormitori; i dipendenti vengono quindi trasferiti in un edificio separato. Mateo si reca alla sua vecchia casa per recuperare le lettere che Alberto gli aveva spedito nel corso degli anni, e i due uomini si insospettiscono che alla Velvet non sia mai arrivata nessuna missiva. Alberto va quindi a indagare alle poste e, venuto a sapere che le sue lettere sono state tutte consegnate a Carlos, lo affronta. Mateo, intanto, torna a lavorare per la rivista con completa libertà di scelta, dato il successo dell'articolo su Anna, che aveva insistito per tenere in copertina nonostante il parere contrario del proprietario del giornale.
Arrivato il giorno del matrimonio, Rita sviene poco prima dell'inizio della cerimonia e viene portata in ospedale, facendo temere il peggio, ma si scopre che non è nulla di grave e le nozze vengono riorganizzate velocemente per la sera. Diventati marito e moglie, Anna e Alberto si preparano a partire per New York con loro figlio, mentre Cristina, rimasta gravemente ustionata sulla metà destra del corpo, lascia la Spagna con Bárbara. Mateo comunica a Clara di non aver mai consegnato i documenti per l'annullamento del loro matrimonio; Jonás entra alla scuola di moda; Patricia ed Enrique tornano insieme; Rita in realtà ha ancora il cancro, ma per il momento lei e Pedro non intendono dirlo agli altri, e Humberto torna da Raúl a chiedergli di realizzare i costumi per il suo prossimo film western.
- Nota: alla puntata sono stati tagliati quindici minuti dedicati ai preparativi del matrimonio serale di Anna e Alberto.